# Frullania siamensis
Frullania siamensis là một loài Rêu trong họ Jubulaceae. Loài này được N. Kitag., Thaithong & S. Hatt. mô tả khoa học đầu tiên năm 1977.